# Penèlope
Penèlope (en grec: Πηνελόπεια o Πηνελόπη) és un personatge de l'Odissea, un dels dos grans poemes èpics atribuïts a Homer. Era la dona d'Odisseu i la mare de Telèmac. El seu pare era Icari. La seva mare era una nàiade, Peribea.

## Penèlope en l'Odissea
Penèlope és l'esposa del protagonista de l'Odissea, el rei Odisseu o Ulisses, de l'illa d'Ítaca. Sobre les circumstàncies del matrimoni entre Odisseu i Penèlope hi ha diverses versions: alguns diuen que és gràcies a Tindàreu, desitjos de compensar Odisseu per un bon consell, que Icari accepta donar la seva filla a l'heroi. Però d'altres diuen que Penèlope és el premi d'una cursa, de la qual Odisseu en va resultar vencedor. És conegut que Menelau va recórrer tot el territori grec per recordar als antics pretendents d'Helena el jurament que els obligava a venjar-lo. Odisseu, però, intentà fer-se el boig, no per deslliurar-se d'anar a la guerra, sinó pel profund amor que sentia per Penèlope, que, a més, acabava de donar-li un fill, Telèmac. Però Odisseu va marxar a la guerra de Troia, obligat per l'astúcia de Palamedes. Aleshores va confiar casa seva i la seva dona al seu vell amic Mèntor. Penèlope era l'unica administradora dels béns d'Odisseu.
Anticlea, l'anciana mare de l'heroi, no va trigar a morir de pena quan va saber la marxa del seu fill, i Laertes es va retirar al camp. Aviat, Penèlope va rebre nombroses sol·licituds per part de tots els joves de la contrada, que demanaven la seva mà. Com que ella els refusava van instal·lar-se al palau d'Odisseu, organitzant festes i provant d'arruïnar-la per pressionar-la. Penèlope els dirigia retrets violents, però no servia de res. Llavors se li va acudir un estratagema: va dir als pretendents que acceptarà la desaparició d'Odisseu, amb la consegüent promesa d'un nou matrimoni amb un d'ells, quan acabés de teixir un sudari per l'antic rei, Laertes. Penèlope, que només volia guanyar temps, durant el dia treballava en la tela, però a la nit la desfeia altre cop. Però al cap d'un temps va ser traïda per una esclava, que explicà el que feia als pretendents, i se li va acabar la tranquil·litat que tenia fins aleshores.
Quan Odisseu tornà, no es va donar a conèixer a la seva esposa. Durant la lluita contra els pretendents, ella era a la seva habitació profundament adormida. Quan Odisseu s'identifica, Penèlope dubta, però al final reconeix al seu marit. La deessa Atena va allargar la nit següent, de manera que els dos esposos van tenir temps d'explicar-se totes les seves aventures.
En un episodi que no pertany a l'Odissea, s'explica que Naupli, per venjar la mort del seu fill Palamedes, va difondre el rumor que Odisseu havia mort a Troia. Va ser llavors quan Anticlea es va suïcidar. Penèlope es llançà al mar, però un ocells (unes gavines?) la van salvar i la van tornar a la platja.

## Altres llegendes sobre Penèlope
Hi ha diverses llegendes que expliquen el que va passar després del retorn d'Odisseu a Ítaca, recopilades en breus resums en la Biblioteca d'Apol·lodor (epítom vii.34).
- En una versió, Odisseu se'n va anar al país de Tespròcia a dur a terme els sacrificis que li havia encarregat Tirèsies (Odissea, XI) i es va casar amb la reina Calídice. Però en morir Calídice va tornar a Ítaca, on Penèlope havia tingut un fill, Poliportes. Posteriorment, Telègon, fill de Circe i Odisseu, va arribar a Ítaca i va matar Odisseu en una disputa sense saber que, a qui matava, era el seu pare. En descobrir-ho, es va lamentar del que havia passat i va portar el cadàver i Penèlope al costat de Circe. Circe es casà amb Telèmac i Telègon amb Penèlope, i Circe va fer que Telèmac i Penèlope fossin immortals.
- Una altra versió explica que Penèlope havia estat seduïda pel pretendent Antínous i per això Odisseu la va tornar amb el seu pare Icari, i fins i tot després va ser mare, unida a Hermes, de Pan.
- Una altra llegenda narra que el que la va seduir va ser un altre pretendent anomenat Amfínom, i que per això Odisseu la va matar.
- És clar que la versió més bonica és que Odisseu torna sense relacions amb altres dones (Calipso volia casar-se amb ell, però ell no volia, pensant en Penèlope) i que van viure junts i feliços fins a la mort.
- També s'explicava que Odisseu havia tingut un altre fill amb Penèlope, anomenat Ptoliportes.[1]

## Versions contemporànies del mite
- La tejedora de sueños, obra de teatre d'Antonio Buero Vallejo.
- The Penelopiad, novel·la de Margaret Atwood (trad. al castellà: Penélope y las doce criadas)